# Matías Gastón Castro
Matías Gastón Castro (Neuquén, 18 dicembre 1991) è un calciatore argentino, attaccante della Sancataldese.

## Caratteristiche tecniche
È un centravanti che può giocare anche da ala.

## Palmarès

### Club

#### Competizioni nazionali
- Souper Ligka Ellada 2: 1

Iōnikos: 2020-2021

### Individuale
- Capocannoniere della Souper Ligka Ellada 2: 1

2020-2021 (15 reti)